# مجسم ليم الناقص للإجهاد
مجسم ليم الناقص للإجهاد (الشكل القادم) هو بديل لـدائرة مور للتمثيل الرسومي لـحالة الإجهاد عند نقطة. يمثل سطح المجسم الناقص موضع نقاط نهاية جميع متجهات الإجهاد التي تعمل على جميع المستويات التي تمر عبر نقطة معينة في الجسم المتصل. وبعبارة أخرى، تقع جميع نقاط النهاية لمتجهات الإجهاد عند نقطة معينة في الجسم المتصل على المجسم الناقص للإجهاد، أي أن الناقل متجه من مركز المجسم الناقص، ويقع عند نقطة المادة حتى نقطة على المجسم الناقص تساوي ناقل الإجهاد في بعض المستويات التي تمر عبر النقطة. وفي بُعدين، يتم تمثيل السطح عن طريق قطع ناقص (الشكل القادم).
بمجرد معرفة معادلات المجسم الناقص، يمكن بعد ذلك الحصول على حجم متجهات الإجهاد لأي مستوى يمر عبر هذه النقطة.
لتحديد معادلة المجسم الناقص للإجهاد، علينا أن نضع في الاعتبار محاور {\displaystyle x_{1},x_{2},x_{3}\,\!} الإحداثية في ضوء اتجاهات المحاور الرئيسية، أي في مساحة الإجهاد الرئيسية. لذلك فإن إحداثيات متجه الإجهاد {\displaystyle \mathbf {T} ^{(\mathbf {n} )}\,\!} على سطح مستوٍ ذي متجه وحدة طبيعية {\displaystyle \mathbf {n} \,\!} التي تمر عبر نقطة محددة {\displaystyle P\,\!} يتم تمثيلها كالتالي
{\displaystyle T_{1}^{(\mathbf {n} )}=\sigma _{1}n_{1},\qquad T_{2}^{(\mathbf {n} )}=\sigma _{2}n_{2},\qquad T_{3}^{(\mathbf {n} )}=\sigma _{3}n_{3}\,\!}
مع العلم أن {\displaystyle \mathbf {n} \,\!} هو متجه وحدة
{\displaystyle n_{1}^{2}+n_{2}^{2}+n_{3}^{2}={\frac {T_{1}}{{\sigma _{1}}^{2}}}^{2}+{\frac {T_{2}}{{\sigma _{2}}^{2}}}^{2}+rac{T_{3}}{{\sigma _{3}}^{2}}^{2}=1\,\!}
وهي المعادلة الخاصة بأي مجسم ناقص يكون في المركز عند منشأ نظام الإحداثيات؛ حيث تكون أطوال أشباه المحاور في المجسم الناقص مساوية لأحجام الإجهاد الرئيسية؛ أي أن تقاطعات المجسم الناقص مع المحاور الرئيسية تكون {\displaystyle \pm \sigma _{1},\pm \sigma _{2},\pm \sigma _{3}\,\!}.
- يكون ثابت الإجهاد الأول {\displaystyle I_{1}\,\!} متناسبًا بشكل مباشر مع مجموع أنصاف الأقطار الرئيسية للمجسم الناقص.
- يكون ثابت الإجهاد الثاني {\displaystyle I_{2}\,\!} متناسبًا بشكل مباشر مع مجموع المناطق الرئيسية للمجسم الناقص. وتكون المساحات الرئيسية الشجرية عبارة عن مجسمات ناقصة على كل مستوٍ رئيسي.
- يكون ثابت الإجهاد الثالث {\displaystyle I_{3}\,\!} متناسبًا بشكل مباشر مع حجم المجسم الناقص.
- إذا كان هناك ثابتان من ثوابت الإجهاد الثلاثة الرئيسية متساويين عدديًا، فإن المجسم الناقص للإجهاد يصبح مجسمًا ناقصًا دورانيًا.[1] لذا، تكون المنطقتان الرئيسيان عبارة عن مجسمات ناقصة، أما المنطقة الثالثة فتكون دائرة.
- إذا كانت جميع أشكال الإجهاد الرئيسية متساوية وتحمل نفس العلامة، فإن المجسم الناقص للإجهاد يصبح كرويًا ويمكن التعامل مع أي من الاتجاهات الثلاثة المتعامدة باعتبارها محاور رئيسية.[1]

ومع ذلك، فإن المجسم الناقص للإجهاد في حد ذاته لا يشير إلى السطح المستوي الذي يعمل عليه متجه الجر المحدد. ولكن في الحالة التي يقع فيها متجه الإجهاد بطول واحد من الاتجاهات الرئيسية، يكون من الممكن معرفة اتجاه السطح المستوي نظرًا لأن أشكال الإجهاد الرئيسية تكون متعامدة على أسطحها المستوية. لمعرفة اتجاه أي سطح مستوٍ آخر، نستخدم سطح موجه الإجهاد أو السطح التربيعي لموجه الإجهاد الذي يتم تمثيله في المعادلة
{\displaystyle n_{1}^{2}+n_{2}^{2}+n_{3}^{2}=rac{T_{1}^{2}}{{\sigma _{1}}^{2}}+rac{T_{2}^{2}}{{\sigma _{2}}^{2}}+rac{T_{3}^{2}}{{\sigma _{3}}^{2}}=1\,\!}
إن الإجهاد الذي يتم تمثيله بواسطة شعاع موجه على المجسم الناقص للإجهاد يعمل على أي سطح مستوٍ يكون موازيًا لمستوى تماس سطح موجه الإجهاد عند نقطة تقاطعه مع الشعاع الموجه.

## قائمة المصادر
- ستيفان تيموشينكو، Stephen P. (1970). Theory of Elasticity (ط. Third). McGraw-Hill International Editions. {{استشهاد بكتاب}}: الوسيط author-name-list parameters تكرر أكثر من مرة (مساعدة) والوسيط غير المعروف |الرقم المعياري= تم تجاهله يقترح استخدام |ردمك= (مساعدة)
- ستيفان تيموشينكو، Stephen P. (1983). History of strength of materials: with a brief account of the history of theory of elasticity and theory of structures. Dover Books on Physics. Dover Publications. {{استشهاد بكتاب}}: الوسيط غير المعروف |الرقم المعياري= تم تجاهله يقترح استخدام |ردمك= (مساعدة)